# Hostel: Part III
Hostel: Part III (Hostel 3 (título em Portugal) ou O Albergue 3 (título no Brasil)) é um filme de terror de 2011, realizado por Scott Spiegel. O filme é uma Sequência de Hostel e Hostel: Part II. Ao contrário dos anteriores que foram para o cinema, este será lançado direto em DVD dos EUA dia 27 de Dezembro de 2011 e na Europa dia 18 de Janeiro de 2012.

## Sinopse
Enquanto participava de uma despedida de solteiro em Las Vegas, quatro amigos são atraídos por duas acompanhantes sexies  a se juntar a eles em uma maneira festa particular. Uma vez lá, eles ficam horrorizados ao encontrar-se peças de um jogo perverso de tortura, onde os membros do Clube de Caça Elite estão organizando o show mais sádico na cidade.

## Elenco
- Thomas Kretschmann como Flemming
- John Hensley como Justin
- Barry Livingston como Cliente da Elite de Caça
- Sarah Habel como Kendra
- Kelly Thiebaud como Amy
- Skyler Stone como Mike Malloy
- Danny Jacobs como Middle Eastern Cabbie
- Brian Hallisay como Scott
- Kip Pardue como Carter
- Chris Coy como Travis
- Alicia Vela-Bailey como Cyber Punk Japonesa
- Angelique Sky como Cliente da Elite de Caça
- Gordon Michaels como Cliente Húngaro